# Fearless (série télévisée)
Pour les articles homonymes, voir Fearless.
Fearless est une minisérie britannique en six épisodes de 45 minutes créée par Patrick Harbinson et diffusée du 12 juin au 17 juillet 2017 sur ITV. En France, elle est diffusée en entier sur C8 le 6 juillet 2020.
Cette série est inédite à la télévision dans tous les autres pays francophones. Elle est sortie en DVD

## Synopsis
Emma Banville, une avocate qui défend les causes difficiles, essaie de faire libérer Kevin Russell accusé du meurtre d'une jeune fille de 15 ans, Linda Simms, 14 ans plus tôt. En creusant cette affaire, elle fait face à la police et aux services de renseignements locaux et étrangers qui ne veulent pas que la vérité éclate.

## Distribution
- Helen McCrory (VF : Magali Barney) : Emma Banville
- Wunmi Mosaku (VF : Angèle Humeau) : Olivia Greenwood
- Jonathan Forbes (en) : Dominic Truelove
- Sam Swainsbury : Kevin Russell
- Rebecca Callard (en) : Annie Peterson
- James Thorne : Derek Peterson
- Jack Hollington : Jason Peterson
- Robin Weigert (VF : Micky Sébastian) : Heather Myles
- Christine Bottomley (en) (VF : Anne Tilloy) : Jenna Brooks
- Karima Adebibe (créditée Karima McAdams) : Miriam Attar
- Dhaffer L'Abidine : Youssef Attar
- Alec Newman : Tony Pullings
- Jamie Bamber (VF : Sébastien Desjours) : Matthew Wild
- Emma Hamilton : Laura Wild
- Ben Cartwright : Phil Simms
- Rick Warden : Charlie Simms
- Cathy Murphy : Beth Simms
- Brendan Patricks : Nicholas Staines
- John Bishop : Steve Livesy
- Anna Berentzen : Emma Banville (jeune)
- Jack Shepherd : Arthur Banville
- Kika Markham : Eleanor Banville
- Allan Corduner : Monty Berman
- David Alexander : Ed Lacy
- Brian Caspe : Joel Fugard
- Pandora Clifford : Nicola Osborne
- Priyanga Burford : Zeinab Akbari
- James Eeles : Mike
- Colin Stinton : Jack Kretchmer
- Sam Crane : Luke
- Tim Fellingham : Nathan Isnardi
- Lara Cazalet : Janice Long
- Michael Gambon : Sir Alastair McKinnon
- Anna Shaffer : Leila
- Elizabeth Conboy : La cheffe d'établissement
- Jemima Rooper : Maggie Berman
- Corey Johnson : Larry Arlman
- Armin Karima : Imran
- Amra Mallassi : Ramzi
- David Mumeni : Hamid
- Catherine Steadman : Karen Buxton
- Jonah Lotan : Logan Bradley
- Tim McMullan : David Nolenn
- David Menkin : Sergent Marcus
- Simon Hepworth : Oliver Jones
- Simon Harrison : Douglas Reeves
- Douglas Reith : Justice Angus Hill

Version française
- Société de doublage : Imagine
- Direction artistique : Hervé Rey

 Source et légende : version française (VF) sur RS Doublage

## Épisodes
La série est composée de 6 épisodes de 45 min qui ne comportent pas de titres.